# Championnat d'Uruguay de football 1945
Navigation
Édition précédente Édition suivante
La 43e édition du championnat d'Uruguay de football est remportée par le Club Atlético Peñarol. C’est le seizième titre de champion du club. Peñarol l’emporte avec 6 points d’avance sur le Club Nacional de Football. Defensor Sporting Club complète le podium. 
Un système de promotion/relégation est en place: Le dernier du championnat est automatiquement remplacé par le premier du championnat Intermedia, la deuxième division uruguayenne. Institución Atlética Sud América est relégué en deuxième division et est remplacé par Club Atlético Progreso.
Tous les clubs participant au championnat sont basés dans l’agglomération de Montevideo.
Nicolás Falero et  Raúl Schiaffino  tous deux du CA Peñarol terminent avec 20 buts en 18 matchs meilleurs buteurs du championnat. Ils mettent fin à sept années consécutives de règne d’
Atilio García.

## Les clubs de l'édition 1945
| \| Montevideo: · Defensor · Central · Wanderers · Nacional · Peñarol · Sud América · Liverpool · Miramar · River Plate · Rampla Juniors Montevideo \| Localisation des clubs engagés dans le championnat. |
| Montevideo: · Defensor · Central · Wanderers · Nacional · Peñarol · Sud América · Liverpool · Miramar · River Plate · Rampla Juniors Montevideo                                                           |

| Club                             | Stade | Capacité | Ville      |
| -------------------------------- | ----- | -------- | ---------- |
| Defensor Sporting Club           | -     | -        | Montevideo |
| Central Español Fútbol Club      | -     | -        | Montevideo |
| Liverpool Fútbol Club            | -     | -        | Montevideo |
| Club Sportivo Miramar            | -     | -        | Montevideo |
| Montevideo Wanderers Fútbol Club | -     | -        | Montevideo |
| Club Nacional de Football        | -     | -        | Montevideo |
| Club Atlético Peñarol            | -     | -        | Montevideo |
| Rampla Juniors Fútbol Club       | -     | -        | Montevideo |
| Club Atlético River Plate        | -     | -        | Montevideo |
| Institución Atlética Sud América | -     | -        | Montevideo |

## Compétition

### Classement
Le classement est établi sur le barème de points suivant : victoire à 2 points, match nul à 1, défaite à 0.
| Rang | Équipe                           | Pts | J  | G  | N | P  | Bp | Bc | Diff |
| ---- | -------------------------------- | --- | -- | -- | - | -- | -- | -- | ---- |
| 1    | Club Atlético Peñarol T          | 31  | 18 | 15 | 1 | 2  | 60 | 19 | +41  |
| 2    | Club Nacional de Football        | 25  | 18 | 10 | 5 | 3  | 54 | 28 | +26  |
| 3    | Defensor Sporting Club           | 22  | 18 | 8  | 6 | 4  | 37 | 31 | +6   |
| 4    | Club Atlético River Plate        | 21  | 18 | 8  | 5 | 5  | 33 | 29 | +4   |
| 5    | Central Español Fútbol Club      | 19  | 18 | 8  | 3 | 7  | 39 | 37 | +2   |
| 6    | Rampla Juniors Fútbol Club       | 19  | 18 | 7  | 5 | 6  | 31 | 33 | -2   |
| 7    | Liverpool Fútbol Club            | 14  | 18 | 4  | 6 | 8  | 31 | 35 | -4   |
| 8    | Club Sportivo Miramar            | 14  | 18 | 6  | 2 | 10 | 25 | 42 | -17  |
| 9    | Montevideo Wanderers             | 8   | 18 | 2  | 4 | 12 | 16 | 40 | -24  |
| 10   | Institución Atlética Sud América | 7   | 18 | 2  | 3 | 13 | 26 | 58 | -32  |

| Légende : Qualifications et relégations | Légende : Qualifications et relégations |
| --------------------------------------- | --------------------------------------- |
|                                         | Champion d’Uruguay                      |
|                                         | Relégué en deuxième division            |
|                                         | T : Tenant du titre P : Promus          |

## Bilan de la saison
| Championnat d'Uruguay de football 1944 |                                   |
| Champion                               | Club Atlético Peñarol (16e titre) |
| Promotions et relégations              |                                   |
| Promus en Primera División             | Club Atlético Progreso            |
| Relégués en Intermedia                 | Institución Atlética Sud América  |

## Statistiques

### Meilleur buteur
1. Nicolás Falero (CA Peñarol) et  Raúl Schiaffino (CA Peñarol), 20 buts.